# Fandi Ahmad
Fandi bin Ahmad (nacido el 29 de mayo de 1962) es un exfutbolista de Singapur que actualmente es el entrenador del club Young Lions de la Premier League de Singapur. Jugó principalmente como delantero, pero también jugó como centrocampista.
Fandi ocupó el sexto lugar en una lista de los 50 mejores atletas del siglo de Singapur por The Straits Times en 1999.

## Carrera

### Clubes
Jugó en su país para Singapore FA, Kuala Lumpur FA y Pahang FA, y ganó títulos con los tres, incluyendo dos Dobles en 1992 y 1994, y la Bota de Oro en 1988. 
Fandi también jugó para Niac Mitra de Indonesia del cual fue transferido al club FC Groningen de Holanda, donde jugó dos temporadas, sumando 44 partidos y 12 goles, con el que jugó la Copa de la UEFA.
Del club Holandés fue traspasado a Kuala Lumpur FA de Singapur con el que estuvo tres temporadas, luego volvió a Europa en 1990 para jugar con OFI Crete de Grecia. También tuvo pasos por los clubes Geylang United de Singapur y Singapore Armed Forces de Singapur.

### Selección
Con el equipo nacional de Singapur, Fandi ganó 101 partidos, anotó 55 goles, ganó tres medallas de plata en los Juegos del Sudeste Asiático (SEA Games) y fue capitán de 1993 a 1997.

### Entrenador
Después de su retiro como jugador, Fandi trabajó como entrenador. Comenzó como asistente del entrenador nacional de Singapur, Vincent Subramaniam, para los Juegos SEA de 1999, donde Singapur terminó cuarto. En 2000, Fandi se convirtió en el entrenador de SAFFC y los guio al título de la Liga de Singapur y ganó el Premio al Entrenador del Año de la Liga, Bajo Fandi SAFFC terminó la temporada 2001 sin ganar un trofeo y fue campeón de la Liga de 2002 por un margen de 20 puntos. Fandi sirvió simultáneamente como entrenador nacional asistente, ayudando a Singapur a ganar la Tiger Cup en 2005, y entrenador de los Young Lions, que subió desde el fondo de la Liga Sur en 2003 a dos terceros puestos en 2004 y 2006.
Desde noviembre de 2006 hasta marzo de 2010, Fandi dirigió al lado indonesio Pelita Raya, donde adoptó una política juvenil que les ayudó a ganar la promoción de la segunda división, y luego guio al club a dos finales de la mitad de la mesa en el Super Indonesia liga. Desde entonces, ha sido scout para el club italiano Vicenza Calcio, gerente regional de proyectos de la Escuela Internacional de Fútbol de Génova y gerente del equipo de la Super League de Malasia, Johor Darul Takzim. En 2011 fundó la Academia Fandi Ahmad, que organiza programas de capacitación y oportunidades en el extranjero para jóvenes futbolistas talentosos de Singapur. Fandi es uno de los siete entrenadores de Singapur con un diploma de entrenador profesional de AFC y es considerado un futuro entrenador del equipo nacional de fútbol de Singapur.
En diciembre de 2013, se convirtió en el entrenador en jefe del Singapore LionsXII, con Nazri Nasir como su asistente. En mayo de 2015, llevó a LionsXII a ganar la Copa FA de Malasia, su primer trofeo de la temporada.
Fandi fue nombrado entrenador en jefe de los Young Lions para la temporada 2018 de la Liga del Sur, en reemplazo de Richard Tardy. En mayo de 2018, fue nombrado entrenador interino de la selección nacional de fútbol de Singapur hasta el final de la Copa Suzuki de la AFF de 2018.

## Clubes
| Club                     | País         | Año         | Partidos | Goles |
| ------------------------ | ------------ | ----------- | -------- | ----- |
| Singapore FA             | Singapur     | 1978 - 1982 | 113      | 65    |
| Mitra Kukar FC           | Indonesia    | 1982 - 1983 | 16       | 4     |
| FC Groningen             | Países Bajos | 1983 - 1985 | 44       | 12    |
| Kuala Lumpur FA          | Malasia      | 1986 - 1989 | 46       | 30    |
| OFI Creta                | Grecia       | 1990        | 0        | 0     |
| Pahang FA                | Malasia      | 1991 - 1992 | 12       | 7     |
| Singapore FA             | Singapur     | 1993 - 1994 | 35       | 17    |
| Geylang International FC | Singapur     | 1996        | 17       | 5     |
| Singapore Armed Forces   | Singapur     | 1997 - 1999 | 60       | 32    |